# Alfredo Malgeri
Alfredo Malgeri (Reggio Calabria, 14 agosto 1892 – Milano, 10 giugno 1977) è stato un generale italiano della Guardia di Finanza, insignito della Medaglia d'oro al Valore della Guardia di Finanza per le attività svolte durante la fase finale della Resistenza italiana.

## La Liberazione di Milano
Durante la fase finale della seconda guerra mondiale, Malgeri, allora colonnello, era il comandante della III Legione della Guardia di Finanza, situata nella caserma "5 Giornate" di Milano, in via Melchiorre Gioia. Tra il 1943 e il 1944, la Guardia di Finanza, a differenza di altri corpi delle forze armate italiane era riuscita, grazie ad un sottile lavoro diplomatico, a mantenere la propria integrità. Se da un lato infatti aveva garantito ai tedeschi e ai fascisti che si sarebbe dedicata esclusivamente ai compiti d'istituto, d'altra parte aveva, soprattutto grazie a Malgeri, continui contatti con la Resistenza partigiana e il Corpo Volontari della Libertà. Spesso vennero addirittura simulati attacchi incruenti a formazioni partigiane di montagna al fine di rifornirle di armi e munizioni.
Nell'aprile del 1945 Malgeri prese accordi con il generale Raffaele Cadorna del CVL per affiancare i partigiani nell'insurrezione generale e ospitare, se necessario, il nuovo governo provvisorio. Il 24 aprile, un giorno prima dell'insurrezione, la caserma venne sbarrata e messa in stato di allerta; nel pomeriggio un piccolo gruppo di finanzieri si impossessò di un deposito di armi automatiche della polizia ausiliaria.
Il 25 aprile, il primo giorno dell'insurrezione di Milano, scorse abbastanza tranquillo per la Guardia di Finanza (ove si escluda l'occupazione con dieci finanzieri della redazione del Popolo d'Italia), tuttavia, nella notte tra il 25 e il 26 aprile, Malgeri ricevette dal tenente della Guardia di Finanza Augusto De Laurentiis - ufficiale di collegamento tra il comitato di Liberazione Alta Italia ed il reggimento di formazione della Guardia di Finanza che operava la liberazione di Milano - l'ordine di insurrezione generale, redatto a mano e firmato da Leo Valiani. In esso si ordinava alla Guardia di Finanza di impossessarsi della Prefettura di Milano e, condizioni militari permettendo, espugnare gli edifici della Muti, della Guardia Nazionale Repubblicana e della X Mas. Si chiedeva inoltre di proteggere dai contrattacchi fascisti i principali stabilimenti industriali già occupati dagli operai dietro ordine del CLNAI, e in particolare la O.M. di Milano, la Breda e la Pirelli di Sesto San Giovanni, e la Borletti. L'ordine, di tipo politico, veniva affiancato da un altro ordine, di tipo militare del Comando Piazza, che assegnava, stante la limitatezza delle forze, la priorità alla conquista della Prefettura; illustrava inoltre le possibili modalità dell'azione.
È da notare che in quel momento la Guardia di Finanza di Malgeri, unica forza armata italiana favorevole ai partigiani, contava 407 militari e 23 ufficiali, a fronte di una presenza in città di migliaia di tedeschi e fascisti armati. Malgeri riunì gli ufficiali per discutere l'ordine ricevuto, poi, ottenuta alle 2:45 un'ulteriore conferma da parte del CVL, i militi lasciarono la caserma per eseguire l'ordine. Alle sei del mattino del 26 aprile, la Prefettura, già quasi abbandonata dai fascisti venne conquistata dai finanzieri; nell'ora successiva Malgeri portò il suo piccolo gruppo verso il Palazzo della Provincia, poi verso il Municipio, quindi il Comando Militare Repubblicano e la stazione radio: trovandoli pressoché sguarniti li occupò quasi senza combattere.
Alle 8 in punto, come convenuto, fece suonare per tre volte l'allarme antiaereo, per dare il segnale dell'avvenuta liberazione di Milano. Alle 8:30 Riccardo Lombardi, nuovo prefetto designato dal CLNAI, poteva prendere possesso della Prefettura. Il 6 maggio, le forze di Malgeri (ancora unico corpo organizzato delle forze armate in città) venivano passate in rassegna dal generale Crittenberger, comandante del IV corpo d'armata statunitense, giunto a Milano il 30 aprile.
Dopo la guerra Malgeri fu promosso generale e insignito della Medaglia d'oro al Valore della Guardia di Finanza.
È stato tumulato in un colombaro del Cimitero Monumentale di Milano. Il 2 novembre 2019 viene iscritto al Famedio, nel medesimo cimitero. A dicembre gli viene concesso un loculo nella cripta dello stesso Famedio, ma cinerario. Il figlio generale Vincenzo Malgeri provvede così alla cremazione della salma 42 anni e mezzo dopo il decesso.